# Abdelrahman Mohamed
Abdelrahman Mohamed (en árabe: عبد الرحمن محمد‎; 20 de julio de 1995) es un deportista egipcio que compite en judo.
Ganó dos medallas en los Juegos Panafricanos, en los años 2019 y 2023, y seis medallas en el Campeonato Africano de Judo entre los años 2015 y 2024.

## Palmarés internacional
| Juegos Panafricanos | Juegos Panafricanos         | Juegos Panafricanos | Juegos Panafricanos |
| Año                 | Lugar                       | Medalla             | Categoría           |
| ------------------- | --------------------------- | ------------------- | ------------------- |
| 2019                | Rabat (Marruecos)           | Medalla de oro      | –81 kg              |
| 2023                | Acra (Ghana)                | Medalla de oro      | –81 kg              |
| Campeonato Africano |                             |                     |                     |
| Año                 | Lugar                       | Medalla             | Categoría           |
| 2015                | Libreville (Gabón)          | Medalla de bronce   | –73 kg              |
| 2018                | Túnez (Túnez)               | Medalla de bronce   | –81 kg              |
| 2019                | Ciudad del Cabo (Sudáfrica) | Medalla de bronce   | –81 kg              |
| 2020                | Antananarivo (Madagascar)   | Medalla de oro      | –81 kg              |
| 2023                | Casablanca (Marruecos)      | Medalla de bronce   | –81 kg              |
| 2024                | El Cairo (Egipto)           | Medalla de oro      | –81 kg              |